# 이재범 (컬링 선수)
이재범(2001년 3월 26일~)은 대한민국의 컬링 선수이다.

## 선수 경력

### 청소년
의성중학교에서 컬링 동아리 활동을 했으며, 서울체육고등학교에 진학했다. 2018년 세계 주니어 컬링 선수권 대회에서 대한민국 국가대표팀 남자 리드로 참가해 9위를 기록했다.

### 2021-2025
경일대학교에 진학해 컬링부에서 활동하면서 한국컬링주니어선수권대회에서 우승했으며, 2022년 세계 주니어 컬링 선수권 대회에 참가해 7위를 기록했다.
2023년 의성군청 컬링팀에 선수로 합류했다.
2024 KB금융 한국컬링선수권대회에서 우승하면서 2025년 동계 아시안 게임 남자 컬링 국가대표로 선발되었다.